# Rocka Rolla
Albums de Judas Priest
Sad Wings of Destiny
(1976)
Rocka Rolla est le premier album du groupe de heavy metal anglais Judas Priest sorti en 1974. L'album a été produit par Rodger Bain, connu pour avoir produit les trois premiers albums de Black Sabbath. La pochette est une parodie du logo Coca Cola.

## Titres
1. One for the Road : 4 min 34 s
2. Rocka Rolla : 3 min 05 s
3. Winter / Deep Freeze / Winter Retreat / Cheater : 9 min 30 s
4. Never Satisfied : 4 min 50 s
5. Run of the Mill : 8 min 34 s
6. Dying to Meet You : 6 min 23 s
7. Caviar and Meths : 2 min 02 s

Titre bonus (1987)
1. Diamonds and Rust : 3 min 12 s

## Artistes
- Rob Halford : chant, harmonica
- K. K. Downing : Guitare
- Glenn Tipton : Guitare
- Ian Hill : Basse
- John Hinch : Batterie